# Suzuki GN 125
Suzuki GN 125 – motocykl marki Suzuki, szosowo-turystyczny produkowany od 1982 r. do dziś. Użyto w nim silnika  czterosuwowego o pojemności 124 cm³. Motocykl jest używany szczególnie przez młodzież do jazdy codziennej na krótkich odcinkach. Po kilku ulepszeniach w 1987 r. i w 1992 r. oraz przez jego doskonałe hamulce pojazd zdobył zaufanie u właścicieli. Podwozie stylistycznie nawiązuje do soft chopperów z lat 80. Świadczy o tym długi klasyczny widelec teleskopowy i dwa elementy resorująco-tłumiące z tyłu. Ten model Suzuki jest cichy, zwinny, niezawodny i ekonomiczny (2,5 l paliwa na 100 km).

## Dane techniczne

### Silnik
- czterosuwowy
- chłodzony powietrzem
- o pojemności 124 cm³
- z jednym wałkiem rozrządu w głowicy
- dwuzaworowy
- gaźniki podciśnieniowe
- szklankowe popychacze
- moc maksymalna 12,0 KM przy 9500 obr./min

### Przeniesienie napędu
- napęd wstępny kołami zębatymi
- wielotarczowce sprzęgło mokre
- 5 stopniowa skrzynie biegów
- napęd tylnego koła za pomocą łańcucha

### Podwozie
- podwójna rama otwarta z rur stalowych
- widelec teleskopowy
- wahacz dwuramienny stalowy podparty dwoma elementami resorująco-tłumiącymi
- hamulce:
  - przód – tarczowe
  - tył – bębnowe
- ogumienie:
  - przód – 2.75 × 18
  - tył – 3.50 × 16

### Wymiary i masa
- rozstaw osi 1289 mm
- skoki zawieszenie przód/tył 130 mm/91 mm
- wysokość siodła 735 mm
- pojemność zbiornika paliwa 10 l
- masa w gotowym stanie do drogi 116 kg

### Osiągi
- prędkość maksymalna 115 km/h
- przyśpieszenie od 0 do 50 km/h – 6,5 s
- zużycie paliwa 2,5 l/100 km

## Dane serwisowe

### Silnik
- Luz zaworowy – ssanie: 0,04-0,07 mm
- Luz zaworowy – wydech: 0,13-0,18 mm
- Kompresja: 10-14 bar
- Ciśnienie oleju: 0,2 bar/min-1
- Ilość oleju: 850 ml
- Rodzaj oleju: 10W40 SAE

### Zapłon
- Rezystancja pierwotna cewki zapłonowej: 2-5 Ω
- Rezystancja wtórna cewki zapłonowej: 15000-25000 Ω
- Rezystancja nadajnika indukcyjnego: 90-120 Ω
- Bazowe wyprzedzenie zapłonu: 13/1900 KW/min-1
- Statyczne wyprzedzenie zapłonu: 38/4000 KW/mm
- Rodzaj świecy: NGK D8EA

### Gaźnik
- Gaźnik: MIKUNI
- Typ gaźnika: BC26SS
- Liczba wolnych obrotów: 1350-1550 obr./min
- Dysza główna: 102,5
- Śruba mieszanki podstawowej: 2 obr.
- Poziom pływaka: 21,4 mm

### Napęd
- Łańcuch napędowy: DID428DS
- Liczba ogniw łańcucha: 114
- Luz łańcucha: 25-35 mm
- Dopuszczalne rozciągnięcie: 250/20 mm/liczba ogniw
- Zębatka przednia: 14 zębów
- Zębatka tylna: 42 zębów